# Transcitosis
La transcitosis o transporte transcelular es un conjunto de procesos que permiten el paso de macromoléculas desde un espacio extracelular a otro, es decir, desde un dominio de membrana a otro distinto, mediante la formación de vesículas. Estas vesículas llevan una carga determinada en su interior, así como transportan proteínas de membrana con ellas. La transcitosis implica una combinación entre los procesos de endocitosis y exocitosis. El transporte de macromoléculas permite preservar la polaridad funcional de la célula, y es también un mecanismo de reutilización de receptores específicos de la membrana plasmática. A pesar de ser un proceso muy común en células epiteliales y endoteliales, se da también en muchas otras células, como las neuronas o los osteoclastos.

## Origen del término
La transcitosis (trans “a través de”, “más allá de” + kyto “célula” + osis “proceso”), fue un término acuñado por el grupo del Dr. Simionescu para describir el movimiento de partículas desde el lumen de las células endoteliales hasta el espacio intersticial mediante la formación de vesículas asociadas a membranas. Este transporte se descubrió por primera vez en los vasos que irrigan el músculo estriado y el corazón. Precisamente en las células endoteliales la transcitosis es muy importante, ya que el endotelio forma una membrana impermeable que, de no ser por la transcitosis, no permitiría el paso de proteínas y demás nutrientes. Así pues, gracias a los transportadores específicos y a la formación de vesículas se pueden transportar sustancias desde el medio sanguíneo hasta los tejidos que se encuentran rodeando los capilares.

## Tipos de transcitosis
La formación de vesículas para la transcitosis puede darse por la intervención de dos tipos de moléculas: la clatrina, proteína muy importante en el tráfico vesicular intracelular, y la caveolina, proteína presente en las caveolas.

### Transcitosis mediada por clatrina
La clatrina es una proteína que forma unas depresiones revestidas de ésta a lo largo de la membrana celular. La transcitosis mediada por clatrina permite el transporte transcelular de una manera específica, ya que la clatrina tiene afinidad por unos receptores que se unen a determinados ligandos. Este tipo de transcitosis se da para la obtención de anticuerpos a partir de la leche materna.
La clatrina sirve para estabilizar la invaginación que acabará dando lugar a la vesícula. Una vez ésta esté formada, la clatrina se desprenderá y volverá a la membrana a formar depresiones revestidas.

### Transcitosis mediada por caveolina
La caveolina es una proteína que reviste de forma abundante las caveolas (invaginaciones de la membrana plasmática). También se encuentra constituyendo las balsas lipídicas. La transcitosis mediada por caveolina es fundamental para el transporte transendotelial de albúmina, ácidos grasos o compuestos hormonales. No obstante, hay que tener en cuenta que las vesículas que se forman con caveolina son menos específicas que las de clatrina.
En ocasiones las caveolas tienen la capacidad de formar tubos intracelulares o canales que atraviesan toda la célula y así facilitan el transporte transcelular de un extremo a otro.

## El papel del citoesqueleto en la transcitosis
El proceso de transcitosis depende del citoesqueleto, de igual manera que todos los procesos de tráfico vesicular intracelular. Los microfilamentos de actina tienen un papel motor y los microtúbulos indican simplemente la dirección que debe seguir la vesícula.

## Proteínas SNARE

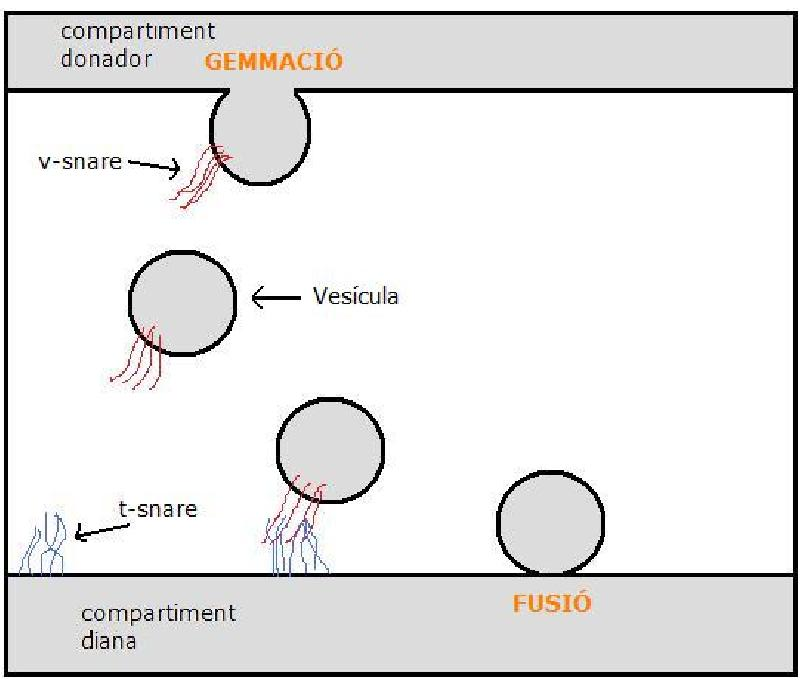
Unión entre las T-SNARE y las V-SNARE

El tráfico de vesículas implica la formación de éstas desde un compartimento membranoso de origen, el transporte de las mismas y, en último término, su fusión con un compartimento de destino. Para poder fusionar la membrana de la vesícula con la membrana plasmática se necesitan unos marcadores proteicos llamados proteínas SNARE. 
Las proteínas SNARE (acrónimo del inglés «soluble N-ethylmaleimide-sensitive factor —NSF— attachment protein receptor») son unas proteínas transmembrana que se encuentran tanto en la cara exterior de la vesícula (V-SNARE) como en la cara intracelular de la membrana plasmática (T-SNARE). Estas proteínas tienen unos residuos de 60-70 aminoácidos que forman unas colas encargadas del proceso de unión entre la membrana plasmática de la célula y la de la vesícula durante la fase de exocitosis.
Su función es simple: cuando tiene lugar el proceso de acercamiento de la vesícula a la membrana, las T-SNARE se unen a las V-SNARE formando una hélice, evitando así que la vesícula se “escape” durante el proceso de acoplamiento, que consiste en hidrólisis del GTP presente en la membrana vesicular por medio de las proteínas Rab (familia de proteínas presentes en las membranas de los orgánulos celulares; en este caso las de la membrana plasmática son las Rab-5), que actúan como GTP-asas. Este último proceso prepara a la vesícula para su inminente fusión con la membrana.

## Obtención de inmunoglobulinas maternas
Los recién nacidos necesitan adquirir anticuerpos (o inmunoglobulinas) de la leche materna, ya que durante el período de lactancia son incapaces de fabricarlas por ellos mismos. Gracias a un proceso de transcitosis, dichos anticuerpos pueden pasar a formar parte de su sistema inmunitario. Hay que destacar que este proceso sólo lo pueden llevar a cabo las inmunoglobulinas-G (IgG).

La transcitosis es posible gracias a la acción del pH, que en el lumen del intestino es algo ácido (alrededor de 6). A pH ácido los receptores específicos de la cara apical de las células epiteliales del intestino (los llamados receptores Fc) adquieren la capacidad de unirse a los anticuerpos. Una vez unidos a los receptores, los anticuerpos se internalizan en la célula, a través de depresiones revestidas de clatrina (formando vesículas a partir de éstas). Existe, pues, una afinidad receptor Fc–inmunoglobulina por una parte, y clatrina-receptor Fc por otra.

Después de internalizarse, la vesícula pierde su revestimiento de clatrina  y es transportada a un endosoma temprano, en el cual el complejo receptor-anticuerpo permanece intacto y se recupera en vesículas de transporte que lo conducen al dominio basolateral de la membrana plasmática.

En este dominio, el pH extracelular es neutro, cosa que hace que el receptor se separe del anticuerpo (por una variación de pH). De esta manera los anticuerpos se disocian y entran en el torrente circulatorio del recién nacido. 
La transcitosis de esta misma inmunoglobulina se da también en el desarrollo fetal. Las IgG son capaces de atravesar la barrera placentaria desde la circulación materna hasta los trofoblastos.

## Transcitosis de receptores
En los procesos de endocitosis mediadas por receptores, la célula tiene la capacidad de, una vez estos están en los endosomas, recuperarlos o no selectivamente. En el caso de que no se recuperen, los receptores son llevados hasta los lisosomas, donde son degradados. Si, por el contrario, son recuperados, éstos pueden ser reciclados (transportándolos al mismo dominio de la membrana plasmática del que procedían) o bien dirigidos a otro dominio de la membrana mediante la transcitosis. Podemos determinar, pues, que en la endocitosis mediada por receptores, dichos receptores pueden seguir tres tipos de vías, donde una de ellas es la transcitosis. Esta es la vía que siguen, por ejemplo, algunas proteínas de membrana una vez que salen del aparato de Golgi: el aparato de Golgi secreta vesículas llenas de proteínas de membrana que van a parar a un mismo dominio de la membrana, y una vez allí, las destinadas a otro dominio son enviadas allí mediante los endosomas.

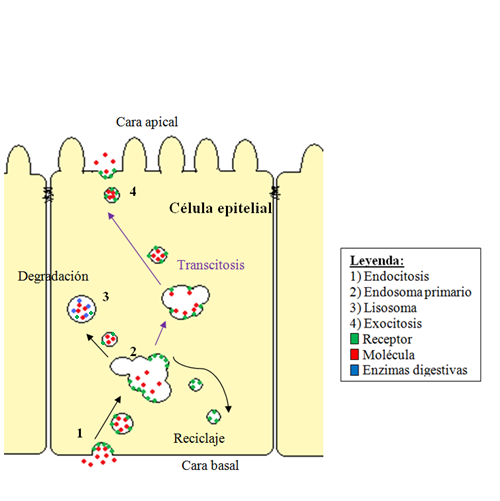
Los tres tipos de vías que pueden seguir los receptores en la endocitosis regulada por dichos receptores